# Tenam (Muara Bulian)
Tenam is een bestuurslaag in het regentschap Batang Hari van de provincie Jambi, Indonesië. Tenam telt 1881 inwoners (volkstelling 2010).